# Blues Power
«Blues Power» es una canción del músico británico Eric Clapton, publicada en su álbum de estudio homónimo en 1970. Fue publicado el mismo año como segundo sencillo del álbum por Polydor Records, aunque no entró en ninguna lista de éxitos.

## Composición
«Blues Power» es una canción de estilo cercano al rock and roll interpretada por Clapton en clave de Do mayor. Además de ser publicada en el álbum debut de Clapton, aparece incluida en distintos álbumes recopilatorios y en directo: The History of Eric Clapton (1972), Eric Clapton at His Best (1972), Just One Night (1980), Backtrackin' (1984), Time Pieces Vol.II: Live in the Seventies (1985), Crossroads (1988) y The Cream of Clapton (1995). En total, figura en quince álbumes.

## Recepción
El crítico musical Robert Christgau comentó que las canciones «Bottle of Red Wine» y «Blues Power» no merecen el estatus de clásicas y criticó la interpretación de Clapton en la canción: «Una canción festiva llamada "Blues Power" de un hombre con un perro infernal en su camino». Por otra parte, Stephen Thomas Erlewine de Allmusic comentó que, a pesar del título, «no es una canción blues».
En el álbum en directo Leon Live, Leon Russell, coescritor de la canción, usó el primer verso del tema dentro de la canción «Shoot Out On The Plantation».